# Iglesia de Santo Domingo de Guzmán (Santo Domingo)
La Iglesia de Santo Domingo de Guzmán es un templo colombiano de culto católico bajo la advocación de Santo Domingo de Guzmán, está ubicado en el municipio de Santo Domingo (Antioquia) y pertenece a la jurisdicción eclesiástica de la Diócesis de Girardota.
El templo fue diseñado por el sonsoneño Heliodoro Ochoa, cuenta con una cúpula de 55 m de altura y 8.80 m de diámetro; las torres tienen 80 m de altura.

## Historia
La deficiente estructura del templo existente cuando la erección de la parroquia en 1798, se había venido abajo, e hizo necesaria su demolición. Por lo cual, se inició la construcción del nuevo templo en el 1868, sin capital ni renta alguna y sólo sobre las esperanzas de que la obra sería una realidad. Le tocó al Presbítero Ramón María Zuluaga, en su tercer periodo como párroco de Santo Domingo 1867 a 1871, iniciar la obra.
En el mismo lugar donde estaba el antiguo templo, se comenzó a levantar el edificio con los planos elaborados por el sonsoneño Heliodoro Ochoa y bajo la dirección del arquitecto Luciano Jaramillo, oriundo de Concepción; además, como jefe de trabajadores fue nombrado Jesús Velásquez Aristizábal cuya labor fue considerada de las más meritorias porque estuvo en ella durante cuarenta años.
La financiación provenía de los donativos semanales o mensuales, las limosnas, el centavo hebdomadario y el producto de los festivales. Además, es de resaltar un gran impulso que la comunidad le dio a la obra, pues tanto hombres, como mujeres, niños y ancianos, que en unión de escuelas y colegios acudían a los “convites”, para acarrear los ladrillos, desalojar la tierra de los banqueos, remover y colocar grandes piedras o hacer el acarreo de los combustibles empleados para quemar los ladrillos en los tejares.
Después de iniciada la obra por el Pbro. Ramón María Zuluaga, continúan la obra los presbíteros Francisco Antonio Isaza Escobar, Jenaro Roldan y Juan Pedro Marchetti, sin embargo, es preciso resaltar, que el alma y nervio de la obra negra, incluyendo torres, cúpula y cubierta, se debe al dinámico Padre Ángel María Gómez, Párroco de 1878 a 1902. Un busto de este levita, se encuentra en el atrio del templo y pone de manifiesto el agradecimiento del pueblo dominicano a tan notable sacerdote. A él también se debió, la construcción del primer hospital, la antigua casa cural y un tejar para la elaboración de los ladrillos empleados en la edificación del templo.
El derrumbamiento de la primera cúpula, hecha de ladrillo, le hizo ver al Pbro. Sabino Giraldo (párroco entre 1902-1907) que era necesario construir una nueva cúpula. Para ello hizo levantar planos y los envió a los Estados Unidos, para que fabricaran la nueva cúpula en lámina de hierro galvanizado; esa cúpula es la que hoy tiene el templo y cuya conservación ha exigido la renovación y cuidado de su pintura plateada sobre la superficie exterior.
Tocó al párroco Marco A. Botero (párroco entre 1907-1910) la instalación e inauguración de dicha cúpula. De la administración parroquial del Presbítero Alejandro Correa (1910-1917) son: el altar mayor, el sagrario metálico y la custodia grande.
Durante la época del Pbro. Antonio José Gómez (párroco entre 1917-1951) los feligreses ayudaron en la decoración del templo; se cambió en 1937 el baldosín de porcelana por baldosa; se colocaron dos hermosos altares laterales, labrados en madera de cedro. Estos altares han sido denominados, como altar de la Inmaculada y altar de San José, pues en sus respectivos nichos centrales albergan las imágenes de dichas advocaciones; igualmente se colocaron las barandillas del comulgatorio y tres artísticos confesionarios, todo ello confeccionado en maderas de la mejor calidad y por los mejores ebanistas. De esta misma época es la construcción del bautisterio de estilo gótico y la compra de un órgano eléctrico, para reemplazar el mediófono francés, adquirido por el Presbítero Alejandro Correa.
Hasta más o menos el año 1950 el templo contaba con: cuatro altares de estilo gótico, elaborados en fino cedro; un hermoso púlpito elaborado también en madera; un bautisterio estilo gótico que contaba con pila bautismal de mármol de Carrara, el consabido grupo de bellas imágenes que representaban el bautismo de Cristo y un sagrario de plata que tiene tres metros de altura. El piso primitivo que era de pequeños adoquines de porcelana, fue reemplazado en 1937 por el actual baldosado. Posee además varias valiosas imágenes traídas de los talleres de Barcelona.